# 李永莱
李永莱（1966年1月—），陕西山阳人，汉族，中国共产党党员。中华人民共和国政治人物、第十三届全国人民代表大会黑龙江地区代表。

## 生平
2018年2月24日，当选为第十三届全国人大代表。